# Руд, Рик
Ричард Эрвин Руд (англ. Richard Erwin Rood; 7 декабря 1958, Сент-Питер, Миннесота — 20 апреля 1999, Альфаретта, Джорджия) — американский рестлер, выступавшим за многие промоушены, включая World Championship Wrestling (WCW), World Wrestling Federation (WWF) и Extreme Championship Wrestling (ECW).
Руд выступал с 1982 года до своего ухода из рестлинга в 1994 году из-за травмы, а последний матч провел в 1997 году. Среди прочих достижений, он был четырёхкратным чемпионом мира: трёхкратным международным чемпионом мира в тяжелом весе WCW и однократным чемпионом мира в тяжелом весе WCWA. Руд — однократный интерконтинентальным чемпионом WWF в тяжелом весе и однократный чемпион Соединённых Штатов WCW в тяжёлом весе. После завершения карьеры Руд был менеджером нескольких рестлеров.
В конце 1997 года Руд вместе с Шоном Майклзом, Трипл Эйчем и Чайной основал группировку D-Generation X. 17 ноября того же года, в разгар Monday Night Wars, он стал единственным человеком, который в один и тот же вечер появился на шоу WWF Raw и WCW Monday Nitro, так как первая была предварительно записана, а Руд в это время ушел в WCW. В 2017 году он был посмертно введен в Зал славы WWE. В 2019 году в Зал cлавы WWE ввели группировку D-Generation X, однако Руд второго перстня не получил, его в состав вводимых в Зал славы участников группировки не включили.

## Смерть
Руд был найден без сознания своей женой и умер утром 20 апреля 1999 года в возрасте 40 лет от сердечной недостаточности. Отчет о вскрытии показал, что он умер от передозировки «смешанных лекарств». На момент смерти Руд тренировался для возвращения на ринг. Возможно, его смерти способствовало действие гамма-гидроксибутирата, препарата для профилактики нарколепсии.

## Титулы и достижения
- Championship Wrestling from Florida
  - NWA Southern Heavyweight Championship (Florida version) (2 раза)[7][8]
  - NWA United States Tag Team Championship (Florida version) (1 раз)[9] — с Джесси Барром[7]
- Continental Wrestling Association
  - NWA/AWA Southern Heavyweight Championship (1 раз)[7][10]
  - NWA/AWA Southern Tag Team Championship (1 раз)[11] — с Кинг-Конгом Банди[7]
- Jim Crockett Promotions / World Championship Wrestling
  - Международный чемпион мира WCW в тяжёлом весе (3 раза)[7][12]
  - Чемпион Соединённых Штатов WCW в тяжёлом весе (1 раз)[13]
  - NWA World Tag Team Championship (Mid-Atlantic version) (1 раз)[14] — с Мэнни Фернандесом[7]
  - Nintendo Top Ten Challenge Tournament (1992)[15]
- Pro Wrestling Illustrated
  - Самый ненавидимый рестлер года (1992)[16]
  - № 4 в топ 500 рестлеров в рейтинге PWI 500 в 1992[17]
- World Class Championship Wrestling / World Class Wrestling Association
  - NWA American Heavyweight Championship (1 раз)[18]
  - WCWA Television Championship (1 раз)[7][19]
  - WCWA World Heavyweight Championship (1 раз)[7][20]
- World Wrestling Federation / WWE
  - Интерконтинентальный чемпион WWF (1 раз)[7][21]
  - Зал славы WWE (2017)[1][22]
  - Slammy Award (1 раз)
    - Награда Джесси «Тела» (1987)
- Wrestling Observer Newsletter
  - Лучший хил (1992)[16]
  - Самый неулучшенный (1993)
  - Худший матч года (1992) против Масахиро Тёно на Halloween Havoc